# Aries Merritt

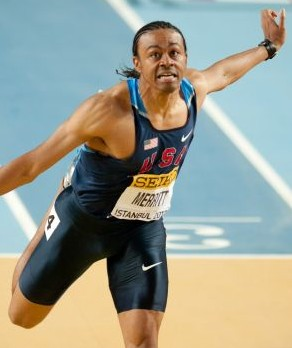
Merritt tijdens de WK indoor 2012, Istanboel.

Aries Merritt (Chicago, 24 juli 1985) is een Amerikaanse atleet, die gespecialiseerd is in het hordelopen. Hij nam eenmaal deel aan de Olympische Spelen (2012) en won bij die gelegenheid de gouden medaille. Hij is tevens de wereldrecordhouder op de 110 m horden sinds 2012.

## Carrière

### Jeugd en eerste successen
De in Chicago geboren Merritt verhuisde al op jonge leeftijd naar Marietta, Georgia, waar hij de High School volgde en voor het eerst met de atletieksport in aanraking kwam. In het atletiekteam van de Universiteit van Tennessee, waarvoor hij tussen 2003 en 2006 uitkwam, bloeide zijn carrière op. Op de wereldkampioenschappen voor junioren van 2004 in Grosseto veroverde hij de wereldtitel op de 110 m horden. En in 2006 werd hij NCAA-kampioen op dit onderdeel in 13,21 s. Hiermee is hij op Renaldo Nehemiah na (in 1979 12,91 met RW) de snelste NCAA-kampioen ooit op dit onderdeel.

### Successen bij de senioren
Bij zijn internationale seniorendebuut, op de wereldkampioenschappen van 2009 in Berlijn, strandde de Amerikaan in de series van de 110 m horden. Twee jaar later, op de WK in Daegu, eindigde Merritt op zijn specialiteit als vijfde.
In het jaar 2012 beleefde Aries Merritt zijn doorbraak. Hij begon het jaar met het winnen van de Amerikaanse indoortitel op de 60 m horden. Hierna werd hij op dit onderdeel tijdens de wereldindoorkampioenschappen in Istanboel kampioen. In juni 2012, tijdens de Amerikaanse Olympische trials, liep hij de achtste tijd ooit op de 110 m horden en kwalificeerde zich dankzij deze prestatie voor de Olympische Spelen in Londen. Hier werd hij olympisch kampioen. Met een persoonlijke recordtijd van 12,92 s eindigde hij voor zijn landgenoot Jason Richardson (zilver; 13,04) en de Jamaicaan Hansle Parchment (brons; 13,12). Tijdens de Memorial Van Damme 2012 overtrof Merritt zichzelf: hij verbeterde zijn persoonlijk record van 12,92 tot 12,80. Dit was tevens een verbetering van het wereldrecord van Dayron Robles met zeven honderdste van een seconde.
Door al deze successen is Aries Merritt de eerste hordeloper in de Amerikaanse geschiedenis die in één jaar tijd goud won op zowel alle genoemde kampioenschappen als de Olympische Spelen.
Een jaar later kon Merritt dat niveau niet benaderen tijdens de finale van de WK van Moskou. Hij liep 13,31, waarmee hij als zesde en laatste eindigde van het viertal Amerikaanse finalisten, van wie David Oliver in 13,00 ditmaal de snelste bleek.

## Titels
- Olympisch kampioen 110 m horden - 2012
- Wereldindoorkampioen 60 m horden - 2012
- Amerikaans kampioen 110 m horden - 2012
- Amerikaans indoorkampioen 60 m horden - 2012
- NCAA-kampioen 110 m horden - 2006
- Wereldjuniorenkampioen 110 m horden - 2004

## Persoonlijke records
Outdoor
| Onderdeel    | Tijd       | Datum            | Plaats    |
| ------------ | ---------- | ---------------- | --------- |
| 110 m horden | 12,80 (WR) | 7 september 2012 | Brussel   |
| 400 m horden | 51,94      | 9 april 2004     | Knoxville |

Indoor
| Onderdeel   | Tijd  | Datum            | Plaats      |
| ----------- | ----- | ---------------- | ----------- |
| 200 m       | 21,46 | 7 januari 2006   | Bloomington |
| 50 m horden | 6,54  | 28 januari 2012  | New York    |
| 55 m horden | 7,10  | 21 januari 2006  | Gainesville |
| 60 m horden | 7,43  | 26 februari 2012 | Albuquerque |

## Palmares

### 60 m horden
- 2012:  Amerikaanse indoorkamp. - 7,43 s
- 2012:  WK indoor - 7,44

### 110 m horden
Kampioenschappen
- 2004:  WK U20 - 13,56 s
- 2006: 6e Wereldatletiekfinale - 13,25 s
- 2008: 4e Wereldatletiekfinale - 13,56 s
- 2009: 4e in serie WK - 13,70 s
- 2011: 5e WK - 13,67 s
- 2012:  Amerikaanse kamp. - 12,93 s
- 2012:  OS - 12,92 s
- 2013: 6e WK - 13,31 s
- 2015:  WK - 13,04 s
- 2017: 5e WK - 13,31 s

Diamond League zeges
- 2011: Bislett Games - 13,12 s
- 2012:  Eindzege Diamond League
- 2012: London Grand Prix - 12,93 s
- 2012: Herculis - 12,93 s
- 2012: Birmingham Grand Prix – 12,95 s
- 2012: Memorial Van Damme – 12,80 s
- 2013: Meeting Areva – 13,09 s

1896: Tom Curtis ·
1900: Alvin Kraenzlein ·
1904: Frederick Schule ·
1908: Forrest Smithson ·
1912: Fred Kelly ·
1920: Earl Thomson ·
1924: Daniel Kinsey ·
1928: Sydney Atkinson ·
1932: George Saling ·
1936: Forrest Towns ·
1948: William Porter ·
1952: Harrison Dillard ·
1956: Lee Calhoun ·
1960: Lee Calhoun ·
1964: Hayes Jones ·
1968: Willie Davenport ·
1972: Rod Milburn ·
1976: Guy Drut ·
1980: Thomas Munkelt ·
1984: Roger Kingdom ·
1988: Roger Kingdom ·
1992: Mark McKoy ·
1996: Allen Johnson ·
2000: Anier García ·
2004: Liu Xiang ·
2008: Dayron Robles ·
2012: Aries Merritt ·
2016: Omar McLeod ·
2020: Hansle Parchment ·
2024: Grant Holloway